# François Loos
Pour les articles homonymes, voir Loos.
François Loos, né le 24 décembre 1953 à Strasbourg (Bas-Rhin), est un homme politique français. Après un début de carrière comme ingénieur et dirigeant dans l'industrie, il devient député du Bas-Rhin, conseiller régional d'Alsace et ministre dans les gouvernements Villepin et Raffarin sous la présidence Chirac. Il était jusqu’à 2013 président des Brasseurs de France.

## Biographie

### Formation
François Loos est polytechnicien (promotion 1973), diplômé de l'École nationale supérieure des mines de Paris (promotion 1976), ainsi que titulaire d’un DEA de mathématiques.

### Débuts
Après un début de carrière d’ingénieur dans des entreprises en France et Allemagne, François Loos devient conseiller technique au cabinet du président du Parlement européen Pierre Pflimlin en 1984, puis auprès du ministre de la Recherche et de la Technologie, Hubert Curien (1984-1985). Il dirige pendant deux ans l’usine Rhône-Poulenc de Thann où il succède à Paul Menninger, puis devient secrétaire général de la recherche de Rhône-Poulenc (1987-1989). De 1990 à 1993, il occupe le poste de directeur général du groupe Lohr SA.

### Carrière
François Loos est élu conseiller régional d’Alsace en 1992 puis député du Bas-Rhin en 1993. Il est vice-président du conseil régional d'Alsace depuis 1996. Réélu député en 1997, puis au premier tour de scrutin le 9 juin 2002, il a présidé la commission d'enquête sur les risques industriels en France après l'explosion de l'usine AZF de Toulouse en 2001.
Secrétaire général adjoint du Parti radical valoisien de 1994 à 1995, il devient à cette date secrétaire national, puis délégué national aux Affaires internationales en 1997, puis président de ce parti de 1999 à octobre 2003. Il est membre fondateur de l’UMP.
Fin 2004, François Loos est à l'origine de la création d'un nouveau cercle de réflexion européen à Strasbourg, le Forum Carolus, dont il a confié la création et la direction à Henri de Grossouvre.
À la suite de la victoire de Jacques Chirac à l’élection présidentielle de 2002 et en tant que cofondateur de l'UMP, il devient ministre du gouvernement de Jean-Pierre Raffarin. De mai à juin 2002, il est ministre délégué de l'Enseignement supérieur et de la Recherche. De juin 2002 à mai 2005, il est ministre délégué au Commerce extérieur. Enfin, de mai 2005 à mai 2007, il est ministre délégué à l'Industrie dans le gouvernement de Dominique de Villepin.
En juin 2006, François Loos encourage l'adoption d'une loi sur la gratuité des hotlines des fournisseurs d'accès à internet,. En juillet 2006, il met en place le comité industriel ITER, dont le rôle est d'impliquer les industriels français dans le projet de construction du réacteur expérimental de fusion thermonucléaire.
Le 10 juin 2007, il retrouve son siège de député en étant élu dès le premier tour par 57 % des voix. Il a cependant changé de circonscription, passant de la 8e à la 9e circonscription du Bas-Rhin[réf. souhaitée].
Le 3 mars 2008, il est élu à la Présidence de l'EM Strasbourg Business School, seule business school française intégrée à l'université, issue de la fusion de l'IAE Strasbourg et de l'IECS en 2007[réf. souhaitée].
Le 21 décembre 2011, il est nommé président de l'ADEME, en remplacement de Philippe Van de Maele où il reste jusqu'au 11 février 2013 et abandonne son mandat de député du Bas-Rhin, incompatible avec sa nouvelle fonction, le 26 novembre 2011. Il reste vice-président de la région Alsace.
En décembre 2012, il rejoint l'Union des démocrates et indépendants (UDI), parti fondé par Jean-Louis Borloo et le 26 janvier 2013 il se déclare candidat à la mairie de Strasbourg, en vue des élections municipales de 2014,,. En mars 2014, après la défaite, il devient conseiller municipal  de Strasbourg.
Le 12 décembre 2014, il est élu à l’unanimité Président de Brasseurs de France, à la suite de l'assemblée générale de l'association.[réf. souhaitée]. Il est réélu à l'unanimité pour un nouveau mandat en décembre 2017.
François Loos est membre d'honneur de l'Académie d'Alsace des sciences, lettres et arts.

## Mandats électifs et fonctions exécutives

### Mandat terminé
- depuis 2014 :  Conseiller municipal de Strasbourg

### Fonctions ministérielles
- 2002 (mai-juin) : Ministre délégué à l'Enseignement supérieur et à la Recherche dans le Gouvernement Raffarin 1
- 2002-2005 : Ministre délégué au Commerce extérieur dans les Gouvernements Raffarin 2 et 3
- 2005-2007 : Ministre délégué à l'Industrie dans le Gouvernement Villepin

### Mandats nationaux
- 1993-1997 : Député de la 8e circonscription du Bas-Rhin
- 1997-2002 : Député de la 8e circonscription du Bas-Rhin
- 2002-2002 : Député de la 8e circonscription du Bas-Rhin (démission en juin 2002 à la suite de sa nomination au gouvernement)
- 2007-2011 : Député de la 9e circonscription du Bas-Rhin

### Mandats régionaux
- 1992-1998 : Conseil régional d'Alsace
- 1998-2004 : Conseiller régional d'Alsace
- 2004-2010 : Conseiller régional d'Alsace
- 2010-2015 : Conseiller régional d'Alsace
- 1996-2002 : Vice-président du Conseil régional d'Alsace

### Fonctions dans les partis
- 1999-2003 : Président du Parti radical
- 1993-2002 : Président de la fédération du Bas-Rhin du Parti radical
- 1999 : Premier vice-président de la Nouvelle UDF
- 1998 : Membre du bureau et du comité exécutif de l'UDF
- 1995-1999 : Secrétaire national du Parti radical

## Vie privée
François Loos est père de six enfants.